# 石牌南站
石牌南站是广州地铁13号线的在建车站，位于中国广东省广州市天河区黄埔大道西石牌西路口东侧的地底。车站预计于2027年启用。

## 车站结构
石牌南站为地下五层分离式岛式车站，全长258.6m。为减小施工对地面交通的影响，位于黄埔大道下方的站台层采用暗挖法施工，车站东北、西北两侧各设有一个外挂明挖站厅。

### 车站楼层
石牌南站地面为车站各出入口，周边为黄埔大道、石牌西路、海乐路、海业路及邻近建筑。地下一层为西站厅转换层，另设有市政过街通道连接；地下二层为东站厅；地下三层为西站厅；地下五层为13号线月台。另外，西站厅负二、负四至负五层，东站厅负一、负三至负四层为车站设备区。
| 地下一层 | 西站厅转换层          | 来往出入口及西站厅                         |  |  |
|          | 市政通道 （非付费区） | 地下行人过街通道                           |  |  |
|          |                       |                                            |  |  |
|          | 东站厅设备区          | 车站设备                                   |  |  |
| 地下二层 | 西站厅设备区          | 车站设备                                   |  |  |
|          |                       |                                            |  |  |
|          | 东站厅                | 售票机、客服中心、警务室、商店、安检设施   |  |  |
| 地下三层 | 西站厅                | 售票机、客服中心、卫生间、母婴室、安检设施 |  |  |
|          |                       |                                            |  |  |
|          | 东站厅设备区          | 车站设备                                   |  |  |
| 地下四层 | 设备区 （东、西站厅） | 车站设备                                   |  |  |
| 地下五层 | 西站厅设备区          | 车站设备                                   |  |  |
|          | 2 站台                | █13号线 朝阳方向（下站：冼村）             |  |  |
|          | 分离式站台            |                                            |  |  |
|          |                       | 中部通道连接两侧站台                       |  |  |
|          | 分离式站台            |                                            |  |  |
|          | 1 站台                | █13号线 新沙方向（下站：马场）             |  |  |

### 站厅
石牌南站在东北、西北两侧设有外挂明挖站厅。西站厅位于地下三层，东站厅位于地下二层。因车站空间所限，东站厅仅设有1条通往月台的通道，西站厅则设有2条通往月台的通道。

### 月台
本站设有一个分离式岛式站台，位于黄埔大道西的地底。

## 历史
石牌南站于2018年9月25日开始围蔽施工，2021年6月实现站台暗挖隧道右线贯通，2022年5月27日左线贯通。2024年5月1日，1号站厅主体结构封顶。2025年4月，2号站厅主体结构封顶。